# Edelvis Rodríguez
Edelvis Leda Rodríguez (... – 30 agosto 2007) è stata una cestista argentina.

## Carriera
Con l'Argentina ha disputato i Campionati mondiali del 1957.